# Than sinh học

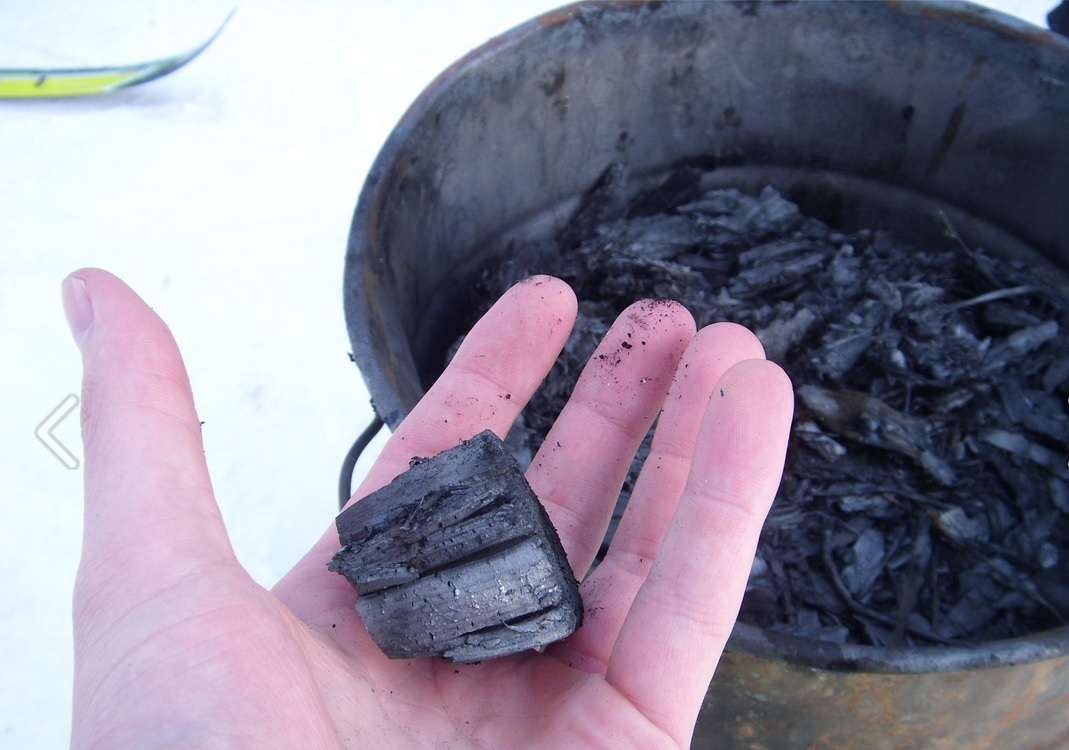
Than sinh học được tạo ra từ gỗ vụn thừa

Than sinh học là chất cặn màu đen và nhẹ còn sót lại sau quá trình chưng khô sinh khối, gồm chủ yếu carbon và 
tro, và là một kiểu than củi. Tổ chức Sáng kiến Than sinh học Quốc tế định nghĩa than sinh học là "vật liệu rắn thu được từ quá trình biến đổi nhiệt hóa sinh khối trong môi trường thiếu oxy". Than sinh học là vật liệu bền vững, chứa nhiều carbon chưng khô và có thể tồn tại trong đất hàng nghìn năm.
Tính ổn định chịu nhiệt của than sinh học cho phép phát triển kỹ thuật thu hồi và lưu trữ carbon chưng khô (PyCCS),, tạo nên vai trò quan trọng của than sinh học trong cô lập carbon. Đây là một phương án cô lập carbon tốn ít công sức, có tiềm năng thực hiện ở quy mô lớn với chi phí thấp, đóng góp hiệu quả cho giảm thiểu biến đổi khí hậu. Theo một báo cáo năm 2023, cô lập carbon bằng than sinh học và năng lượng sinh học kết hợp thu nạp và lưu trữ carbon là hai kỹ thuật chủ đạo trong cô lập carbon bằng công nghệ mới (tuy rằng các phương pháp truyền thống, như trồng rừng, vẫn đóng góp tuyệt đại đa số trong lượng carbon đã thu hồi được).
Than sinh học có thể làm tăng độ phì nhiêu của đất chua và tăng năng suất nông nghiệp. Than sinh học chủ yếu được sử dụng để bón vào đất và được biết là có tác dụng cải thiện khả năng cung cấp dinh dưỡng của đất, thông khí trong đất và lọc nước trong đất. Ngoài ra nó cũng còn dùng để làm chất đốt, chất giữ nước, làm phụ gia thức ăn gia súc, và phụ gia bê tông. Tuy nhiên, khi được dùng để bón cho đất, cũng cần xem xét các hiệu ứng không mong muốn, ví dụ như làm xáo trộn độ pH của đất, hoặc các đặc tính hóa học thể gây hại ở cấp độ vi mô.